# Córrego do Ouro
| Córrego do Ouro                 | Córrego do Ouro                  |
| ------------------------------- | -------------------------------- |
|                                 |                                  |
| Wappen                          | Flagge                           |
| Wappen von Córrego do Ouro      | Flagge von Córrego do Ouro       |
| Karte                           |                                  |
|                                 |                                  |
| Basisdaten                      |                                  |
| Staat:                          | Brasilien (BRA)                  |
| Bundesstaat:                    | Goiás (GO)                       |
| Mesoregion:                     | Zentral-Goiás                    |
| Mikroregion:                    | Iporá (GO)                       |
| Geografische Lage:              | 16° 18′ S, 50° 33′ W             |
| Distanz zu Goiânia:             | 171 km                           |
| Zeitzone:                       | UTC-3 Sommer: UTC-2              |
| Höhe:                           | 563 m                            |
| Fläche:                         | 462,302 km²                      |
| Einwohner:                      | 2.629                            |
| Bevölkerungsdichte:             | 5,7 Einwohner / km²              |
| Telefonvorwahl:                 | +5562                            |
| Postleitzahl (CEP):             | 76145-000                        |
| Adresse der Gemeindeverwaltung: |                                  |
| Offizielle Website:             |                                  |
| Jahrestag:                      |                                  |
| Gründungsjahr:                  | 1934                             |
| Politik                         |                                  |
| Bürgermeister:                  | Bento Vicente (PMDB) (2009–2012) |
| Vize-Bürgermeister:             |                                  |

Córrego do Ouro ist eine brasilianische politische Gemeinde im Bundesstaat Goiás in der Mesoregion Zentral-Goiás und in der Mikroregion Iporá. Sie liegt westsüdwestlich der brasilianischen Hauptstadt Brasília und von Goiânia, der Hauptstadt des Bundesstaates.

## Geographische Lage
Córrego do Ouro grenzt
- im Norden an die Gemeinden Novo Brasil und Buriti de Goiás
- im Osten an Sanclerlândia
- im Süden an São Luís de Montes Belos, Aurilândia und Moiporá
- im Nordwesten an Fazenda Nova